# Premi Societat General d'Autors de sardanes
El Premi Societat General d'Autors de sardanes, atorgat per la Societat General d'Autors i Editors i la Fundació Autor, va distingir sardanes i s'atorgà entre els anys 1984 i 2009, "amb l'objectiu d'impulsar la creació de noves composicions de sardanes i difondre la tasca creativa dels autors que expressen la seva creativitat en aquest gènere musical". Fou promogut pel compositor i conseller de la SGAE, Josep Solà i Sànchez, i deixà d'atorgar-se coincidint amb la mort d'aquest músic.

## Relació de premiats
- 1984 (primera edició) Jaume Cristau, per El ressò d'en Pau Casals[3]
- 1986 Xavier Boliart, per Tardorenca; accèssit a Joan Josep Gutiérrez, per Oratjol
- 1987 Xavier Boliart, per Somnieg
- 1988 Josep Vicens i Busquets, per Inquietuds
- 1989 Tomàs Gil i Membrado, per La Font de la Vena
- 1990 Ricard Viladesau, per Els gegants de la ciutat
- 1991 Josep Vicens i Busquets, per Diàlegs
- 1992 Ricard Viladesau, per Costabravenca
- 1993 Antoni Serra, per Mar endins; accèssit a Jaume Cristau, per Canigó
- 1994 Joan Alfonso, per Torre-roja; accèssit a Joan Josep Gutiérrez, per Atmellatana
- 1995 Antoni Carbonell, per Bellsolar (Una masia); accèssits a Carles Gumí per Remembrança; i a Joan Juncà, per Joana[4]
- 1996 Joan Lluís Moraleda, per Homenatge a Manuel de Falla; accèssits a Antoni Serra, per Ceres de traç blau; i a Josep Vicens i Busquets, per Presència
- 1997 Josep Prenafeta, per Recordant a Joaquim Serra; accèssit a Antoni Serra, per Somnis de tardor
- 1998 Joan Lluís Moraleda, per El teu mirar, bonica; accèssits a Josep Bou, per L'amic que ha tornat; i a Xavier Boliart, per Noces d'argent (25 anys de casat i 25 anys escrivint música per a cobla)[5]
- 1999 Albert Carbonell, per Cant d'enyorança; accèssits a Ricard Viladesau, per Laura; i a Joan Josep Blay per Ni quan dormo veig res clar
- 2000 Salvador Brotons, per Germanor; accèssits a Francesc Cassú, per La ballarina i el soldadet de plom; i a Salvador Coll, per Trapellot
- 2001 Josep Prenafeta, per La calma de l'estany; accèssits a Jaume Cristau, per Recull de sentiments; i a Joan Josep Blay per El cornetaire
- 2002 Joan Josep Blay, per Nacional II; accèssits a Joan Lluís Moraleda, per Ofrena a Mossèn Cinto; i a Josep Marimon, per Muntanyenca
- 2003 Joan Lluís Moraleda, per Charlie Rivel, clown; accèssits a Josep Prenafeta, per La petita Joana; i a Víctor Cordero, per Els tres sets
- 2004 Víctor Cordero, per A Contrallum; accèssits a Albert Carbonell, per Flor d'albat; i a Rafael Blanch i Via, per El pa de tres crostons
- 2005 Ultano Gómez, per La primera volada; accèssits a Marc Timón, per El somni de la princesa Nerídia; a Francesc Teixidó, per El carreró dels dos rals; i a Joan Lluís Moraleda, per A flor de llavi
- 2006 Joan Josep Blay, per Una pinzellada en blau; accèssits a Marc Timón, per Tiet Ferriol, l'últim rossinyolet; i Jaume Cristau, per Xamosa Clàudia
- 2007 Joan Lluís Moraleda, per Un tardorenc i assolellat diumenge; accèssits, a Josep Maria Serracant, per Visions paradisíaques; i a Jaume Cristau per El Farandulet
- 2008 Jaume Cristau, per Pau més Garreta; accèssits a Salvador Brotons, per Noces d'Argent; i Francesc Teixidó, per Serenor, sofrença i joia
- 2009 Josep Maria Serracant, per Paisatge de ponent amb amics; accèssits a Víctor Cordero i Charles, per Itineraris; i Daniel Martínez, per Jugant[5]